# Eagle Mountain (Utah)
Eagle Mountain is een plaats (town) in de Amerikaanse staat Utah, en valt bestuurlijk gezien onder Utah County.

## Demografie
Bij de volkstelling in 2000 werd het aantal inwoners vastgesteld op 2157.
In 2006 is het aantal inwoners door het United States Census Bureau geschat op 12.232, een stijging van 10075 (467,1%).

## Geografie
Volgens het United States Census Bureau beslaat de plaats een oppervlakte van
108,0 km², geheel bestaande uit land.

## Plaatsen in de nabije omgeving
De onderstaande figuur toont nabijgelegen plaatsen in een straal van 20 km rond Eagle Mountain.